# عملیات سوسیالیت
عملیات سوسیالیست نام رمز عملیات موفقی است که بین سال‌های ۲۰۱۰ (میلادی) تا ۲۰۱۳ (میلادی) ستاد ارتباطات دولت بریتانیا به‌وسیله آن به زیرساخت شرکت مخابرات بلژیکی بلگاکام نفوذ کرده بود. وجود این عملیات، نخستین‌بار در سال ۲۰۱۳ در اسناد افشا شده بدست ادوارد اسنودن آشکار شد.
ستاد ارتباطات دولت از روشی به نام ورود کوانتومی استفاده می‌کند که به صورت پنهانی با صفحه‌های دروغین در وبگاه لینکدین، به مهندسان بلگاکام حمله می‌کرد. این حمله "عملیات سوسیالیت" نام‌گذاری شده بود. هدف اصلی برای نفوذ پنهانی، دستیابی به مبادله رومینگ سرویس بسته امواج رادیویی شرکت بلگاکام بود که به ستاد ارتباطات دولت، امکان دسترسی به داده رومینگ دستگاه‌های تلفن همراه و انجام حمله مرد میانی به اهداف مورد نظر را می‌داد. 
هنگامیکه نخستین موارد مشکوک در سال ۲۰۱۲ (میلادی) شناسایی شدند کارشناسان امنیتی بلگاکم نتوانستند علت این مشکل را پیدا کنند. در سال ۲۰۱۳ بدافزار پنهان شده در نرم‌افزارهای رسمی مایکروسافت به عنوان منبع مشکل، شناسایی شدند.
بر پایه اسناد افشا شده، ستاد ارتباطات دولت برای سال‌ها زیرساخت‌های بلگاکم را زیر نظر داشته است و سران مرکز تحلیل شبکه ستاد ارتباط دولت، عملیات سوسیالیست را موفق دانسته‌اند.
ادوارد اسنودن توضیح داد که عملیات سوسیالیت، نخستین نمونه مستند از چگونگی حمله سایبری یکی از اعضای اتحادیه اروپا علیه دیگری است.